# Hirschau (Gemeinde Bad Gastein)
Hirschau ist eine Rotte in der Gemeinde Bad Gastein im österreichischen Bundesland Salzburg.

## Geografie
Hirschau gehört zur Ortschaft Bad Gastein und zur Katastralgemeinde Böckstein. Bei Hirschau mündet der Hirschkarbach in die Gasteiner Ache. Im felsigen Gelände oberhalb des Orts wachsen Steinnelken (Dianthus sylvestris). Bei einer Erhebung der Vogelarten des Gasteinertals in den 1980er Jahren wurde in der Gegend von Hirschau ein Schwarzstorch (Ciconia nigra) als Durchzügler beobachtet.

## Geschichte
Im von 1823 bis 1830 erstellten Franziszeischen Kataster ist der Ort als Einzelhof Hirschau verzeichnet.

## Kultur und Sehenswürdigkeiten

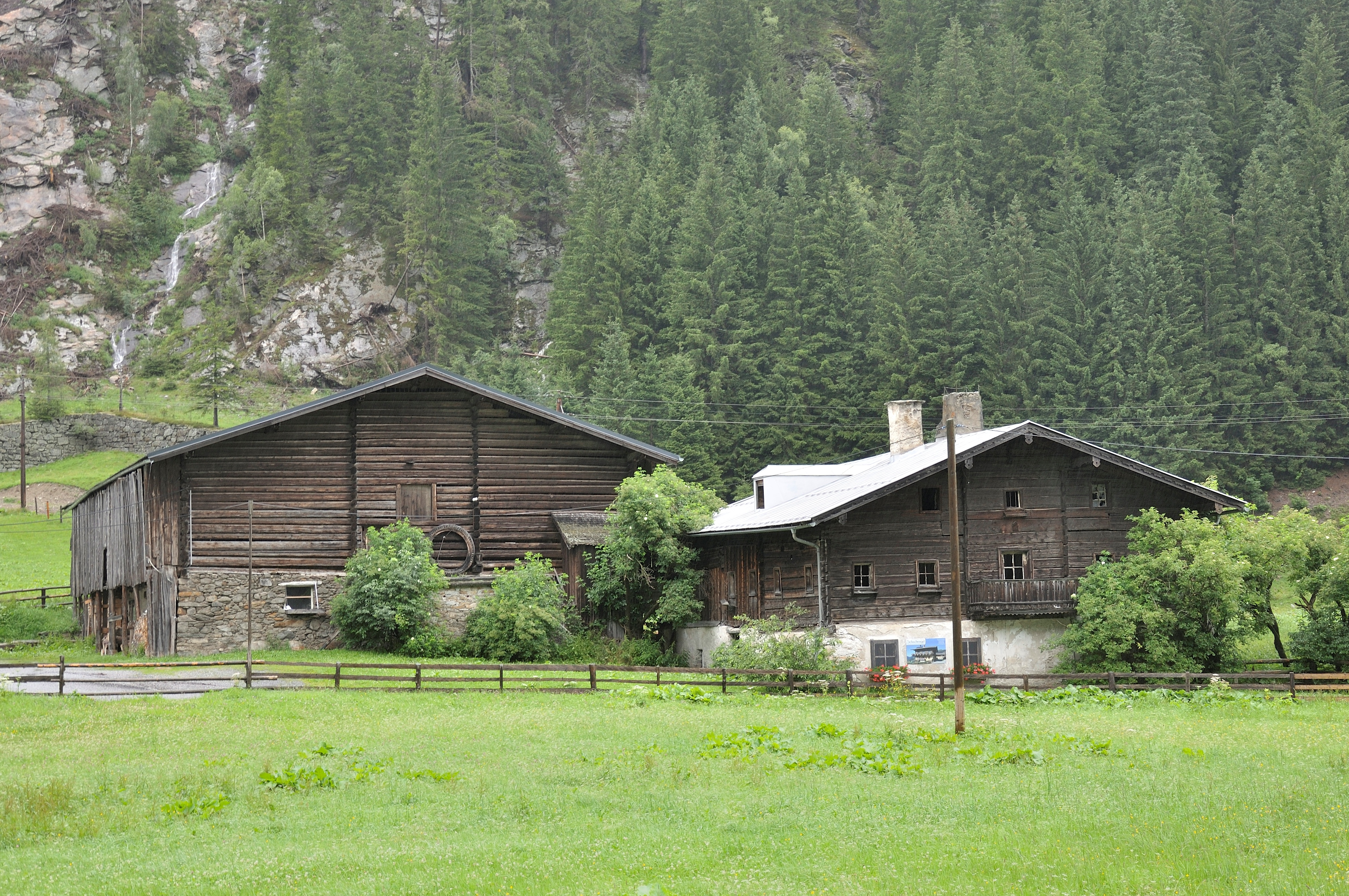
Hirschaugut

Der Bauernhof Hirschaugut steht unter Denkmalschutz. Es handelt sich um einen am Ortsende gelegenen Haufenhof. Das Erdgeschoß seines Wohnhauses ist gezimmert und besteht sonst aus Holz. Eine Stallscheune ist ebenfalls gezimmert und ein gemauerter Pferdestall weist einen Blockbau-Dachaufbau auf.
Der Hirschau-Pass war eine der zahlreichen Krampus-Gruppen („Passen“) des Gasteinertals. Er wurde 1983 gegründet. Zu den weiteren in Hirschau aktiven Krampus-Gruppen zählt der 1987 gegründete Bergkristall-Pass.

## Wirtschaft und Infrastruktur
Westlich der Siedlung befindet sich ein Gneis-Steinbruch. Hirschau ist über die Bushaltestelle Bad Gastein Feuerwehr an den öffentlichen Verkehr angeschlossen. Die Fernwanderwege Arnoweg und Salzburger Almenweg sowie die Fernradwege Ciclovia Alpe Adria und EuroVelo 7 führen durch die Siedlung. Die Hauptwache der Freiwilligen Feuerwehr Bad Gastein befindet sich in Hirschau.